# Писака
Писака (The Scribe) — канадська короткометражна кінокомедія Джона Себерта 1966 року.

## Сюжет
Кітон зображує прибиральника в газетній редакції, який випадково перехоплює дзвінок від редактора, який наказує йому зробити історію про практику забезпечення безпеки на будівельних майданчиках. Він пробирається на будівельний майданчик і знаходить список з 16 правил безпеки розміщений на стіні. Бастер бере список і пробує допомогти робітникам, котрі працюють в небезпечних умовах, часто викликаючи більше нещасних випадків, ніж він запобігає.

## У ролях
- Бастер Кітон — журналіст
- Сек Ліндер — О'Меллі